# 구하라
구하라(한국 한자: 具荷拉, 1991년 1월 3일~2019년 11월 24일)는 대한민국의 가수, 배우였다. 걸 그룹 카라의 멤버였으며, 《시티헌터》 등의 TV 드라마에도 출연했다. 
2015년 7월 EP 음반 《ALOHARA (Can You Feel It?)》를 발매하며 솔로 가수로 데뷔했다.

## 생애

### 어린 시절, 데뷔 과정
구하라는 1991년 1월 3일 대한민국 광주직할시 서구 치평동에서 태어났다. 운천초등학교, 전남중학교를 다닐 적에 2년 동안(2001~2003)으로 육상부에서 활동한 경험이 있다. 예고를 다니다가 연예계 활동의 편의를 위해 전학한 동명여자정보산업고등학교를 졸업하고, 성신여자대학교 미디어영상연기학과에 진학하였다. 학창시절 인터넷 의류 쇼핑몰 모델로 활동한 경력이 있다. 2007년에 JYP 엔터테인먼트가 주최한 오디션에 참가해 결선까지 진출했으나, 최종 관문에서 탈락하였고, 이후 DSP 미디어의 오디션을 통해 카라의 구성원으로서, 2008년 7월 24일에 Mnet 엠 카운트다운을 통해 데뷔하였다.

### 데뷔 이후, 가수로서의 활동
데뷔 이후에는 《청춘불패》에서의 활약으로, 2010년 《KBS 연예대상》에서 ‘쇼, 오락 MC 부문 여자 우수상’을 단독으로 수상하였고, SBS 드라마인 《시티헌터》에서의 최다혜 역으로, 2011년 《SBS 연기대상》에서 ‘SBS 연기대상 뉴스타상’을 수상하였고, 2015년 《SBS 연예대상》에서 주먹쥐고 소림사로 '베스트 챌린지상'을 수상하였다.
2015년 7월 14일 솔로 데뷔 앨범 《ALOHARA》가 발매되었다.
DSP 미디어와의 계약만료 후 2016년 1월 18일에 키이스트로 이적했으며, 2017년 7월 1일에 키이스트에서 콘텐츠와이가 분사되면서 콘텐츠와이로 함께 소속을 옮겼다.
2018년 7월 30일 일본 디지털 싱글 《WILD》가 발매되었다.
2019년 1월 31일을 끝으로 콘텐츠와이와의 계약이 만료된 이후, 대한민국에서는 소속사 없이 활동하였다.
2019년 5월 26일 구하라는 서울특별시 강남구 청담동 자택에서 자살을 시도하였으나 발견 이후 응급실로 이송되어 생명에는 지장이 없었다.

### 일본 활동 및 사망
2019년 6월에 활동을 재개하고 일본의 프로덕션 오기와 전속계약을 체결하였으며, 11월 13일에 첫 번째 일본 싱글 《Midnight Queen》을 발매하였다.
그러나 발매 12일만인 2019년 11월 24일 18시 9분경 서울특별시에 위치한 자택에서 숨진 채로 발견되었다. 사인은 자살로 밝혀졌다. 유해는 서울성모병원에서 장례 후 서울특별시 서초구 원지동 서울추모공원에서 화장한 뒤 경기도 광주시 오포읍 신현리 스카이캐슬에 안치되었다.

## 음악 활동

### 미니 앨범
| 제목                       | 정보 | 순위     | 순위     | 판매량             |
| 제목                       | 정보 | KOR 주간 | JPN 주간 | 판매량             |
| -------------------------- | --- | -------- | -------- | ------------------ |
| ALOHARA (Can You Feel It?) | - 발매일: 2015년 7월 14일 - 레이블: 로엔 엔터테인먼트 - 포맷: CD, 디지털 다운로드 트랙 리스트 1. 어때? (Feat. 허영지) 2. 초코칩쿠키 (Feat. 기리보이) 3. La La La (Feat. Matthew) 4. 하라구 5. Rainy Day (Duet. 태빈) 6. 초코칩쿠키 (Inst.) | 4        | 64       | - 대한민국: 6,280+ |

### 1싱글

#### 일본
| 제목           | 정보 | 순위     | 순위     | 판매량       |
| 제목           | 정보 | KOR 주간 | JPN 주간 | 판매량       |
| -------------- | --- | -------- | -------- | ------------ |
| Midnight Queen | - 발매일: 2019년 11월 13일 - 레이블: LOG-IN - 포맷: CD, 디지털 다운로드 트랙 리스트 1. Midnight Queen 2. Hello 3. Midnight Queen (Inst.) 4. Hello (Inst.) | ―        |          | - 일본: 2916 |

### 디지털 싱글

#### 일본
| 순서 | 음반 정보                      | 트랙 리스트 |
| ---- | ------------------------------ | ----------- |
| 1    | WILD - 발매일: 2018년 7월 30일 | 1. WILD     |

### OST
| 방송사    | 앨범 정보                                       | 가수   | 수록곡                                               |
| --------- | ----------------------------------------------- | ------ | ---------------------------------------------------- |
| SBS       | 시티헌터 OST Special - 발매일 : 2011년 7월 27일 | 구하라 | - I Love U, I Want U, I Need U (Sweet Acoustic Ver.) |
| MBC QUEEN | 갈릴레오 시즌2 - 발매일 : 2013년 5월 29일       | 구하라 | - 사랑의 마법 (Magic of Love)                        |
| MBC QUEEN | Galileo+ - 발매일 : 2013년 7월 22일             | 구하라 | - Magic 0f Love                                      |
| KBS2      | 저글러스 OST Part 8 - 발매일 : 2018년 1월 23일  | 구하라 | - 좋은 날에 - 좋은 날에 (Inst.)                      |

### 작사
- 2012년 ‘Secret Love’
- 2014년 ‘이야기’
- 2019년 'Hello'

### 피처링
- 2016년 천둥 - ‘Sign’

## 출연 작품

### 예능 프로그램
- 2008년 ~ 2009년 Mnet 《Check It Girl 시즌2 - 아주 수상한 캐스팅》
- 2009년 10월 23일 ~ 2010년 12월 24일 KBS2 《청춘불패》
- 2009년 ~ 2010년 MBC 《일요일 일요일 밤에 - 헌터스》
- 2011년 11월 20일 ~ 2012년 8월 19일 SBS 《SBS 인기가요》 MC
- 2013년 MBC 《나는 당신의 대리천사》
- 2013년 온스타일 《펫토리얼리스트》
- 2013년 12월 21일 KBS2 KBS 연예대상 MC (신동엽, 서인국과 공동 진행)
- 2014년 ~ 2015년 MBC Music 《하라 온앤오프》
- 2015년 4월 5일 ~ 2015년 6월 21일 KBS2 《어 스타일 포 유》 진행자 (김희철, 보라, 하니와 공동 진행)
- 2015년 10월 17일 ~ 2016년 1월 23일 SBS 《주먹쥐고 소림사》
- 2018년 2월 3일 ~ 2018년 4월 14일 tvN, OLIVE 《서울 메이트》
- 2018년 2월 4일 SBS 《런닝맨》 388회
- 2018년 JTBC4 《마이 매드 뷰티 다이어리》

### 드라마
| 연도 | 방송사      | 제목                 | 역할             | 비고                                                   |
| ---- | ----------- | -------------------- | ---------------- | ------------------------------------------------------ |
| 2008 | MBC         | 《그분이 오신다》    | 다솜             | 특별출연 (With.박규리, 니콜, 강지영)                   |
| 2009 | MBC         | 《히어로》           | 본인             | 특별출연 (With.카라)                                   |
| 2011 | TV 도쿄 tvN | 《KARA의 이중생활》  | 하라             |                                                        |
| 2011 | SBS         | 《시티헌터》         | 최다혜           |                                                        |
| 2014 | 드라마큐브  | 《시크릿 러브》      | 이현정           | 옴니버스식 로맨틱 드라마 Episode 2:"13번째 버킷리스트" |
| 2014 | SBS         | 《괜찮아, 사랑이야》 | 장재열의 열혈 팬 | 특별출연                                               |
| 2017 | 네이버TV    | 《발자국 소리》      | 윤재             | 웹드라마                                               |

### 애니메이션 더빙
- 2013년 《카라 더 애니메이션》 - 하라 역

### 라디오
- 2009년~2010년 MBC 표준FM 《신동, 김신영의 심심타파》 〈사연이 산다 시즌3〉 고정게스트
- 2010년 SBS 파워FM 《송은이 신봉선의 동고동락》 일일DJ

### 뮤직비디오
- 2012년 에이젝스(A-JAX) - 《너밖에 몰라서(Never Let Go)》
- 2015년 키스(KIXS) - 《비율A+(Beautiful)》

## 광고 / 화보 / 모델 / 홍보대사
- 2010년 미샤(MISSHA) 화장품, '어퓨(A'pieu)' 광고 모델
- 2011년 소셜 커머스 '위메이크프라이스(We Make Price)' 광고 모델
- 2011년 성신여자대학교 학생 홍보대사
- 2011년 '스와로브스키(Swarovski)' 쥬얼리 광고 모델
- 2011년 게임 '퍼즐버블' 전속 광고 모델
- 2011년 '스니커즈' 광고 모델
- 2011년 '네이처리퍼블릭' 화장품 광고 모델
- 2012년 라코스테 라이브(Lacoste Live) 글로벌 홍보대사
- 2012년 (지식경제부)-(한국전력공사)-(한국가스공사)-(에너지관리공단) 동절기 에너지 절약 광고 모델
- 2012년 '롯데 소주 처음처럼' 광고 모델
- 2013년 한마음혈액원, 헌혈 홍보대사
- 2014년 에스티로더, 립스틱 광고 모델
- 2014년 오클리, 선글라스 화보 모델
- 2014년 SK-II, 피테라 에센스 리미티드 에디션 홍보대사
- 2015년 '타미 힐피거 데님(Tommy Hilfiger Denim)' 뮤즈
- 2016년 In style 6월호
- 2016년 코스모폴리탄 7월호
- 2016년 글램글로우 뷰티 모델
- 2018년 제6회 순천만세계동물영화제 홍보대사
- 2018년 부동산정보 서비스 직방 광고 모델

## 서적
- 《네일하라》 (2015년)
- 《HARA》 (2020년)

## 수상 내역
| 연도   | 수상 내역 |
| ------ | --- |
| 2005년 | - 제9회 SM 청소년 베스트 선발대회 외모짱 3위 |
| 2010년 | - KBS 연예대상 쇼,오락 MC부문 여자 우수상 《청춘불패》 |
| 2011년 | - 제5회 Mnet 20's Choice 핫 캠퍼스 여신상 - SBS 연기대상 뉴스타상 《시티헌터》                                                                                  |
| 2013년 | - 제50회 저축의 날 국무총리표창 |
| 2015년 | - 서울 네일 엑스포 코리아 네일 스타상 가수부문 《네일하라》 - SBS 연예대상 베스트팀워크상 《주먹쥐고 소림사》 - SBS 연예대상 베스트챌린지상 《주먹쥐고 소림사》 |